# Našice
Našice es una ciudad y municipio de Croacia en el condado de Osijek-Baranya.

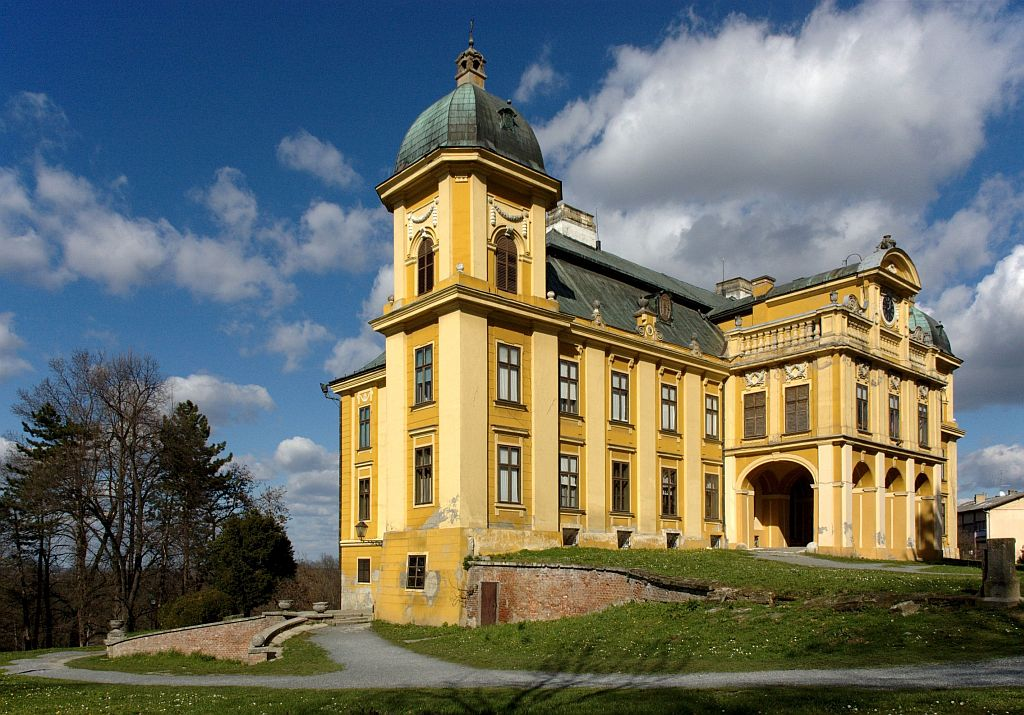
Castillo de la familia Pejacsevich

## Geografía
Se encuentra a una altitud de 123 m s. n. m. a 223 km de la capital nacional, Zagreb.

## Demografía
En el censo 2011 el total de población de la ciudad fue de 16 224 habitantes, distribuidos en las siguientes localidades:
- Brezik Našički - 352
- Ceremošnjak - 108
- Crna Klada - 0
- Gradac Našički - 153
- Granice - 109
- Jelisavac - 1 265
- Lađanska -  302
- Lila - 195
- Londžica - 190
- Makloševac - 130
- Markovac Našički - 1 586
- Martin - 1 077
- Našice - 7 888
- Polubaše - 17
- Ribnjak - 51
- Rozmajerovac - 25
- Velimirovac - 1 129
- Vukojevci - 914
- Zoljan - 733

| Gráfica de población de Našice 1857-2011                            |
|                                                                     |
| Según los censos de población de la oficina estadística de Croacia. |

## Deportes
El balonmano es el deporte más importante en la localidad, contando con uno de los equipos más importantes de Croacia, el RK Nexe Našice, que juega en la Liga de Croacia de balonmano y en la Liga SEHA, además de disputar en los últimos años la Copa EHF. En fútbol, el equipo más importante es el NK NAŠK, que juega en la Tercera División de Croacia.